# Мартин, Джеффри
 Джеффри Мартин  (англ. Geoffrey Martin; род. 29 января 1881, Дувр, Англия — 1966, Брент, Англия) — английский химик, трижды доктор философии по химии (1905, 1915, 1915), автор множества книг, учебников и монографий. Один из представителей британской традиции XX века авторов мировой химической литературы.

## Биография

### Детство и образование
Джеффри Мартин родился 29 января 1941 года в городе Дувр графства Кент в Англии. Один из нескольких детей в семье Уильяма и Грейс Мартин. Среднее образование получил в Хаверфордуэсте в Уэльсе, куда переехала его семья по причине болезни отца.
В 1897 году, в возрасте 16 лет, поступил в Технический колледж торговых предпринимателей в Бристоле. Окончив обучение в Бристоле к 1901 году, Мартин получил степень бакалавра по химии с отличием в Лондонском университете.

### Академическая карьера
Следующие четыре года Мартин провёл в Германии. В 1902 году обучался в Берлинском университете, затем в 1902—1903 годах в Кильском университете в Лейпциге, где познакомился и женился на немке Анне Вентритт. После короткого перерыва в Лейпциге он перевёлся в Росток, где оставался до 1906 года, получив там степень доктора философии по химии в декабре 1905 года. Его диссертация была посвящена «Закону сродства в периодической системе».
В списке немецких профессоров, приведённом в конце диссертации, значились имена математиков и физиков, чьи лекции Мартин посещал в течение своей работы в Германии, но ни одного химика. Все исследования Джеффри Мартина в области теоретической химии явились в значительной степени результатом его самообразования и обширного чтения научной литературы.
Как и все последующие, докторская диссертация Мартина не имела научного руководителя. Все они основаны на его собственных идеях и исследованиях.
В 1907 году Мартин вернулся в Англию в университетский колледж Ноттингема, где читал лекции и проводил исследования по кремний-органической химии совместно с Фредериком Киппингом, первооткрывателем силиконов. В 1910 году, после получения степени магистра в Бристоле, он переехал в Лондон, где преподавал химию в Биркбек-колледже, одновременно работая над второй докторской диссертацией в Лондонском университете, которую защитил в 1915 году. В том же году ему была присуждена третья докторская степень в Бристольском университете на основе его опубликованных работ.

### Химическая индустрия
В 1915 году Джеффри Мартин приостановил свою сугубо академическую карьеру и начал работать в области прикладной науки — промышленной химии.
В период 1915—1917 гг. он попеременно, а иногда одновременно занимал должности химика-исследователя в United Kingdom Chemical Products Co., управляющего директора в Abbey Chemical and Medical Supply Co., химика-исследователя в Stockton-on-Trees Chemical Co. и Chemical Supply Co.
В 1917 году Мартин стал директором по исследованиям потребительского кооператива Co-operative Wholesale Society в Манчестере — одного из крупнейших производителей и оптовых поставщиков широкого ассортимента продукции. Мартин был первым директором созданной научно-исследовательской лаборатории и лаборатории контроля качества, штат которой в конечном итоге составляли 23 высококвалифицированных химика, химика-инженера. В статье 1921 года, описывающей деятельность лаборатории, Мартин сообщал, что лаборатория анализирует примерно 3000 образцов в год и оформляет примерно три патента в месяц на новые или усовершенствованные методы исследования.
К концу 1921 года Мартин стал директором по исследованиям в компании British Portland Cement Manufacturers Ltd., объединившей в себе 33 компании, производивших цемент, а затем в 1925 году директором по исследованиям в Martin and Taylor Ltd. и Asheham Cement and Lime Co., а также техническим директором Hinde and Hardy Ltd, Silk, Dyers, Weavers, etc. При работе на Martin and Taylor Ltd. к середине 1920-х годов Мартин стал реже замещать различные должности, став совладельцем своего собственного бизнеса.
После 1938 года в журнале Poggendorff не появилось ни одной статьи Мартина, вплоть до 1958 года, когда Мартин уже находился на пенсии. Джеффри Мартин умер в 1966 году в возрасте 85 лет в своем родном районе Брент в Северном Лондоне. Его жена умерла за год до этого. У них было двое детей.

## Научные достижения
Вскоре после окончания Лондонского университета и прибытия в Германию летом 1902 года Мартин начал проводить свои первые академические исследования, которые были посвящены таким разнообразным темам, как теория растворимости и осмотического давления, периодический закон, природа валентности и измерение химического сродства элементов и его связь с химическими и физическими свойствами. Большинство работ были опубликованы в виде коротких заметок в журнале Chemical News, несколько исследований были опубликованы в Journal of Physical Chemistry.

### Правило восьми
В мае 1902 года, находясь в Берлинском университете, Мартин опубликовал заметку в журнале Chemical News: «Примечание к математическому выражению закона валентности периодической таблицы и необходимости предположить, что элементы ее первых трех групп являются поливалентными». В заметке Мартином был представлен график зависимости проявляемых валентностей элементов от номера его группы.
На основе такой зависимости он вывел правило: «…Сумма высших и низших степеней валентности, с которыми элемент действует по отношению к другим элементам, является константой, значение которой равно 8». Это, так называемое, «правило восьми», которое независимо от Мартина впервые изложил в 1902 году немецкий химик Рихард Аббегг и описал его подробно в 1904 году. Вклад Джеффри Мартина так и не был учтен в истории.

### Геометрия молекул
В 1903 году в Киле Мартин опубликовал еще одну заметку в Chemical News: «Некоторые дополнительные замечания о связи между металлами и неметаллами и ее влиянии на валентную теорию Гельмгольца и на стереохимию».
В этой заметке он аргументирует свое мнение, что только подвижные отрицательные электроны участвуют в валентных взаимодействиях и что компенсирующий положительный заряд должен находиться где-то внутри атома и сам по себе не является подвижным. В отсутствие каких-либо экспериментальных данных, Джеффри Мартина предложил предсказательную модель молекулярной геометрии отталкивания электронов, в то время когда необходимых методов исследования вещества еще не существовало:

…Способ, которым электроны (и, следовательно, валентные связи) распределяются по поверхности атома, зависит только от количества электронов, а вовсе не от природы материала, из которого состоит атом. Поэтому задача определения формы атома валентности «n» сводится к задаче распределения «n» точек как можно более симметрично по поверхности сферы.

Уже в 1911 году он описал в своей книге правильную тетраэдрическую модель атома углерода, отталкиваясь от значений валентности атома, хотя модель отталкивания валентных оболочек электронных пар была окончательно сформулирована лишь в 1957 году Найхольмом и Гиллеспи.

### Закон химического сродства
Первые работы Мартина, получившие огласку в научном сообществе, заключались в исследовании сродства химических элементов. Мартин в 1904 году впервые высказал идею о характерных поверхностях, как способе графического представления свойств элементов. Вместо двумерной зависимости какого-либо свойства элемента от атомного веса, предложенной Лотаром Мейером в 1870 году, он предлагал использовать короткую форму периодической таблицы в виде сетки, лежащей в плоскости (xy), и построить соответствующее свойство для каждого элемента вдоль оси z непосредственно над его положением в периодической таблице, в результате чего получалась характерная трехмерная поверхность.
Кроме того, Мартин предложил использовать данный способ для отображения химического сродства отдельного элемента ко всем другим элементам периодической таблицы. Он понимал, что аффинная поверхность (поверхность сродства) элемента будет зависеть от температуры и давления, и предположил, что, варьируя эти параметры, можно для разных элементов добиться одинаковых химических свойств, чему была посвящена следующая работа «О состоянии, определяющем химическое сходство элементов и радикалов», опубликованная в издании Journal of Physical Chemistry в 1905 году. В статье предлагался количественный способ определения сродства двух элементов, заключающийся в вычислении : {\displaystyle K_{i}={\frac {f_{\mathrm {i} }}{f_{\mathrm {j} }}}} отношения значений сродства этих элементов f(i), f(j) к произвольному третьему элементу.
В конце 1905 года Мартин развил свои идеи и опубликовал свою первую книгу «Исследования сродства элементов и причин химического сходства или несходства элементов и соединений».
В начале 1906 года он представил краткое резюме книги в качестве своей докторской диссертации под названием «Ueber das Affinitätsgesetz in dem periodischen System». Мартину удалось построить поверхности сродства для 34 элементов из имеющихся термохимических данных, многие из которых очень точно отражали действительность и позволили сделать некоторые выводы относительно химической периодичности. Несмотря на то, что книга была встречена неоднозначно, она имела некоторый успех в научной среде, однако быстро была забыта и никогда не упоминалась в работах об истории периодического закона. Вильгельм Оствальд в своём журнале Zeitschrift für Physikalische Chemie дал положительную оценку этой работе Мартина:

…Мы имеем дело с исследованием, которое заслуживает самого серьезного внимания и поощрения… Следует признать, что здесь действовало весьма необычное научное воображение, берущее слово в его лучшем смысле, которое побуждает искать гораздо большие достижения в будущем.
— Вильгельм Оствальд

### Кремнийорганические соединения
Химия кремния интересовала Джеффри Мартина с начала обучения в Техническом колледже Торговых предпринимателей. Он развивал идеи о возможности кремниевых форм жизни, которые постулировал в серии статей «Жизнь в других условиях». В частности, он высказывал предположение, что живая материя изначально начиналась не с С, H, O, N в качестве ее основных элементов, а с элементов более тяжелых — таких как Si, P, S. Мартин хотел доказать химическое сродство кремния и углерода при различных условиях.
После возвращения из Германии Мартин устраивается в Университетский колледж Ноттингема, чтобы работать с британским экспертом по химии кремния Ф. С. Киппингом. Но за 3-х летний период работы ими была опубликована лишь одна совместная статья.
Суммарно в период 1907—1914 гг. Мартином было опубликовано более 10 экспериментальных работ по химии кремния, однако подтвердить свои идеи ему не удалось. Статьи послужили основой для его докторской диссертации 1915 года в Лондонском университете о получении тетрахлорида кремния и гексахлорида дисилиция.

## «Промышленная химия»
Джеффри Мартин на рассвете своей карьеры, отмечал, что химическая промышленность (как и химическое образование) в Великобритании, практически, отсутствует. Понимание необходимости собственного производства химических веществ, ранее импортированных из Германии после начала войны в августе 1914 года, а также невысокий социальный и научный статус Мартина на тот момент сыграли ключевую роль во внезапной смене деятельности Мартина.

### Органический том
В 1913 году вышел в свет самый известный трактат жизни Джеффри Мартина — «Промышленная и производственная химия. Органическая химия», что послужило новым вектором развития в жизни Мартина и началом его 9-томной серии «Руководств по химической технологии». Актуальность своей работы Мартин показывает в предисловии:

…редактор признал, что предмет химической промышленности не только полон проблем, решение которых требует высочайшего технического мастерства, но и имеет очень большое значение для научного работника.

Текст книги носит описательный характер с акцентом на детали процессов, сопровождаемых чертежами используемого оборудования. Нет никакой попытки систематически преподавать промышленную химию. «Органическая химия» включала в себя следующие темы: алифатические углеводороды, реактивы из каменноугольной смолы, синтетические краски, синтетические наркотики, фотографические химикаты, а также молоко и сыр, сахар, вино и пиво, краски и чернила, и взрывчатые вещества. Новшеством Мартина был раздел синтетического каучука.
Начало Первой мировой войны в начале августа 1914 года показало важность органической химической промышленности и опасную зависимость союзных стран от импорта из Германии. Это придало повышенное значение развитию промышленности в Великобритании, и, не удивительно, что издательство быстро выпустило второе издание органического тома «Промышленной и производственной химии», хотя неорганические тома еще не появились.

### Неорганический том
Предполагалось, что неорганическая и органическая часть выйдут в печать одновременно, но публикация неорганической части была сорвана наступившей Первой мировой войной, из-за чего соавторы книги стали участниками военных действий.
Неорганический раздел наконец появился в 1917 году в двух томах. Она охватывает широкий спектр материалов, как чисто органической природы, так и сугубо неорганической: он охватывает топливо, печи, строительные материалы (включая мастики), керамику, стекло, асбест и спички. Характерной особенностью второго тома является материал по второстепенным элементам, таким как цирконий, тантал и радиоактивные элементы. Были охвачены все стандартные отрасли неорганической химической промышленности, такие как основные кислоты, щелочи, промышленные газы, хлор, аммиак и нитраты, промышленные удобрения. Следует отметить, что антисептики и дезинфицирующие средства включены во второй неорганический том. Мартин извинился за данное несоответствие, однако есть подозрение, что антисептики и дезинфицирующие средства были добавлены после того, как война продемонстрировала их важность. Инсектициды и фунгициды также находятся в этом объеме, но они были почти исключительно неорганическими соединениями в этот период. Стиль идентичен органическому тому.
Начиная с 1913 года, Мартин каждые несколько лет выпускал (или пересматривал) том по промышленной химии, но после 1932 года больше не издавал ни одной книги. Издательство выпустило седьмое заключительное издание органического тома «Промышленная и производственная химия» в 1952 году, изменения были в основном незначительным обновлением глав. Следует отметить тот факт, что в последнем томе нигде не упоминается Джеффри Мартин.

### Руководства по химической технологии
Учебники химической технологии начали появляться в 1915 году, за два года до выхода в свет неорганических томов «Промышленной и производственной химии». Они затрагивали такие сферы производства как красители, азотные продукты и промышленные газы и др. Данные руководства были не дополнениями к книгам, а выдержками из них. Предпосылка издания таких руководств — подготовка британского правительства к созданию в больших масштабах различных видов химической промышленности, и как следствие, рост спроса на инженерную (промышленную) литературу.

### Другие работы в области промышленности
На фоне отсутствия какой-либо литературы, касающейся мыльной и моющей промышленности, Мартин опубликовал трехтомную работу «Современная индустрия мыла и моющих средств, включая производство глицерина» в период 1924—1926 гг. Книга была популярна и, второе издание появилось в 1931 году. «Глицерин» был последней книгой, изданной Мартином в 1956 году.
В период работы директором по исследованиям в Британской ассоциации портландцемента, он обнаружил техническую неэффективность в цементной промышленности из-за того, что большая часть завода была спроектирована в незнании законов, регулирующих поток жидкостей. Это послужило изданием в 1928 году «Трактата о химической инженерии», которая была направлена на обеспечения инженера-химика и механика-химика научными средствами для расчета потока жидкостей всех видов и практическими методами для оценки их скоростей и объемов с целью более эффективного проектирования установок.

## Сфера образования
Джеффри Мартин был сильно озабочен состоянием преподавания в Англии тех лет. Он критиковал систему образования за отсутствие свободы у студентов в своем выборе, ее рутинности и бесполезности как для преподавателей, так и для студентов. Из-за жесткой модели обучения, он не мог дать студентам ничего, кроме заранее заданной информации, которая требовалась на экзаменах.
Эта проблема нашла отражение в четырёх публикациях Мартина в период с 1907 по 1915 год, посвящённых разным сторонам химического образования. Среди них были: практическое руководство (1907), химические лекционные диаграммы (1914) и две книги, в которых Мартин изложил все то, что хотел бы дать своим студентам: «Триумфы и чудеса современной химии» (1911) , «Современная химия и ее чудеса» (1915).
Проблема образования, была также одной из причин завершения его академической карьеры.